# 14ひきのシリーズ
14ひきのシリーズは、いわむらかずおによる絵本。出版社は童心社。大きな森の木を改造した家に住む14匹のねずみ一家の大家族の日常生活を通して家族団らんの喜びを描いた絵本である。1983年、シリーズ第一作『14ひきのひっこし』を出版。
2020年11月時点で全世界シリーズ累計発行部数は1500万部を、日本国内シリーズ累計発行部数は750万部（『14ひきのあさごはん』が126万部、『14ひきのひっこし』が99万部）をそれぞれ突破している。

## キャラクター
おとうさん10匹の兄弟の父親。一家の大黒柱の存在。
おかあさん10匹の兄弟の母親。おじいさんに次いで、早起き。
おじいさん10匹の兄弟の父方の祖父。眼鏡をかけている。いもほりの名人。朝、最も早く起きるのは、おじいさん。
おばあさん10匹の兄弟の父方の祖母。おじいさんと同様に、眼鏡をかけている。『14ひきのこもりうた』から、おとうさんの両親であることが窺える。

### 兄弟
いっくん長男。10匹の兄弟の一番上。縦笛を愛用している。『14ひきのやまいも』では、いもほりの技をおじいさんから伝授された。筋がいいらしく、そのうち名人だといわれている。長兄だけあって、しっかり者。
にっくん次男。力持ちで、体力仕事を引き受けることが多い。寝相と寝起きはあまりよくない。
さっちゃん長女。おかあさんを手伝い、家事をすることが多い。女の子の中では、最も早くに起きている。服装は、赤系の服を着ていることが多い（『14ひきのあさごはん』のみ黄緑色のワンピースだった）。
よっちゃん次女。さっちゃんと共に、家事をよく手伝っている。寝るときや家の中にいるとき以外は帽子をかぶっていることが多い（『14ひきのぴくにっく』では､帽子を着用しなかった）。
ごうくん三男。なっちゃんと揉めることが多いが、本当は仲が良い。ろっくん、はっくんと一緒にいることが多い。高いところが大好き。よっちゃんとはデザインの違う帽子を愛用。線が入った服を着ている｡ごうくんから下の弟妹は、よっちゃんから上の子たちより、一回り小さい体つきをしている。
ろっくん四男。ごうくん、はっくんと共に行動することが多い。少しおっちょこちょいで、兄弟の真似をしても、失敗することがしばしばある（池に落ちる、穴に落ちるなど）。寝起きはあまりよくない。夏以外の季節にて、サスペンダー（吊りズボン）をはいている。『14ひきのあきまつり』では行方不明になって…。
なっちゃん三女。女の子の中では、男の子（特に、ごうくん、ろっくん、はっくん）と行動することが多く、高いところにも果敢に挑戦するなど、男っ気が多い。女の寝巻はネグリジェなのに、彼女だけズボン系のパジャマである（『14ひきのこもりうた』のよっちゃんは、なっちゃんと同じズボン系のパジャマを着ていた）。よく長ズボンや半ズボンをはくことが多い（『14ひきのひっこし』と『14ひきのあさごはん』では、スカートをはいていた）。
はっくん五男。小柄だが、勇敢な性格で運動神経は兄のろっくんよりも高い。ごうくん同様、高いところが好きで、一番高所での仕事を引き受けている。よく8とデザインされた服を持っている。兄弟の中では最も早くに起きている。
くんちゃん四女。黄色のリボンがトレードマークで、いつもねずみの人形を肌身離さず持っている（時には人形を背負うこともある）。人形に服を着させており、『14ひきのせんたく』では、その服ももちろん洗濯している。くんちゃん、とっくんの2人は、はっくんから上の子たちよりも、さらに一回り小さな体つきをしており、兄たちに背負ってもらうこともある。
とっくん六男、10匹の兄弟の末っ子。幼いため、年長者の世話になりやすく、出先でも真っ先に寝入ってしまうが、いつも懸命に頑張っている。男の子たちは3階で寝ているが、彼だけ女の子たちと2階に寝ている。ろっくんと同様、サスペンダー（吊りズボン）を着用。『とっくんトラック』シリーズのとっくんは人間として描かれているので別のキャラクターであるが、『14ひきのさむいふゆ』ではとっくんがトラックのおもちゃを引っ張る場面がある。

## シリーズ一覧
1. 14ひきのひっこし（1983年7月10日）、ISBN 978-4-494-00618-2
2. 14ひきのあさごはん（1983年7月10日）、ISBN 978-4-494-00619-9
3. 14ひきのやまいも（1984年7月20日）、ISBN 978-4-494-00622-9
4. 14ひきのさむいふゆ（1985年11月1日）、ISBN 978-4-494-00627-4
5. 14ひきのぴくにっく（1986年11月15日）、ISBN 978-4-494-00673-1
6. 14ひきのおつきみ（1988年6月25日）、ISBN 978-4-494-00683-0
7. 14ひきのせんたく（1990年5月25日）、ISBN 978-4-494-00695-3
8. 14ひきのあきまつり（1992年10月3日）、ISBN 978-4-494-00857-5
9. 14ひきのこもりうた（1994年7月10日）、ISBN 978-4-494-00862-9
10. 14ひきのかぼちゃ（1997年4月25日）、ISBN 978-4-494-00874-2
11. 14ひきのとんぼいけ（2002年6月30日）、ISBN 978-4-494-00898-8
12. 14ひきのもちつき（2007年11月15日）、ISBN 978-4-494-00795-0